# Edward Lawry Norton
Pour les articles homonymes, voir Norton.
Edward Lawry Norton (1898-1983) est un ingénieur en électricité américain.

## Biographie
Il est né le 28 juillet 1898 à Rockland dans le Maine, et mort le 28 janvier 1983 dans le New Jersey, il était diplômé du MIT et de l'université Columbia. D'abord employé par le bureau d'études de Western Electric Company (1922), il travailla ensuite pour les Laboratoires Bell. Ses recherches étaient consacrées aux flots sur réseau, aux résonateurs et amplificateurs acoustiques, aux dispositifs électromagnétiques (microphones, haut-parleurs) et plus généralement aux transmissions.
Il est surtout connu aujourd'hui pour sa formulation duale du circuit équivalent de Thévenin : le circuit équivalent de Norton (1926), qui repose sur l'utilisation d'un générateur de courant idéal.